# Malcolm Jenkins
Malcolm Jenkins (nacido el 20 de diciembre de 1987) es un exjugador profesional de fútbol americano estadounidense que jugó en la posición de  safety con los New Orleans Saints y Philadelphia Eagles de la National Football League (NFL). Jugó fútbol universitario para la Universidad Estatal de Ohio, donde fue nombrado All-American. Fue seleccionado por los Saints en la primera ronda del Draft de la NFL de 2009 y ganó dos Super Bowls a lo largo de su carrera.

## Carrera profesional

### New Orleans Saints

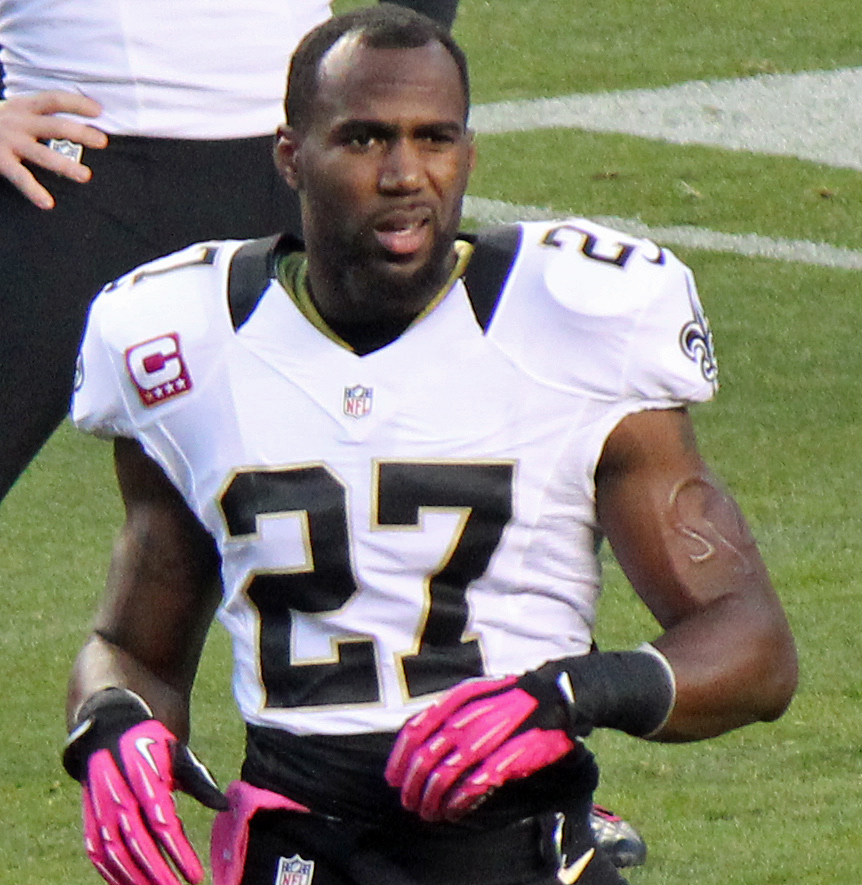
Jenkins con los Saints en 2012.

Jenkins fue considerado uno de los mejores defensive backs disponibles en el Draft de la NFL de 2009 (junto a Vontae Davis), y fue comparado con Terence Newman. Sin embargo, después de registrar una marca relativamente lenta en la prueba de 40 yardas, algunos scouts lo consideraron mejor preparado para la posición de safety. Finalmente, fue seleccionado por los New Orleans Saints en la primera ronda del draft (19.ª selección global).
El entrenador Sean Payton nombró a Jenkins como cornerback sustituto en su temporada de novato, por detrás de Tracy Porter y Jabari Greer. Tuvo su primer juego como titular en la Semana 11 contra los Tampa Bay Buccaneers, donde registró siete tacleadas y consiguió su primera intercepción ante el mariscal de campo Josh Freeman. Terminó la temporada regular con 55 tacleadas, una intercepción y dos balones sueltos forzados, y ayudó a los Saints a ganar el Super Bowl XLIV, el primero en la historia de la franquicia.

### Philadelphia Eagles
El 11 de marzo de 2014, Jenkins firmó un contrato de tres años y $16.25 millones con los Philadelphia Eagles.
El 6 de diciembre de 2015, Jenkins registró siete tacleadas, desvió un pase y devolvió una intercepción para un touchdown en la victoria de los Eagles por 35-28 ante los New England Patriots. El pase interceptado fue lanzado por el mariscal de campo Tom Brady al receptor Danny Amendola en la línea de gol, el cual Jenkins devolvió para un touchdown de 99 yardas en el tercer cuarto. Su actuación le valió ser nombrado como el Jugador Defensivo de la Semana de la NFC.
El 22 de febrero de 2016, los Eagles firmaron a Jenkins con una extensión de contrato por cuatro años y $35 millones, con $16 millones garantizados y un bono por firmar de $7,50 millones.
En 2017, Jenkins fue nombrado a su segundo Pro Bowl luego de registrar 76 tacleadas, dos intercepciones, ocho pases defendidos y una captura. En la postemporada, ayudó a los Eagles a ganar el Super Bowl LII, el primero en la historia de la franquicia.

### New Orleans Saints (segundo período)
El 23 de marzo de 2020, Jenkins firmó un contrato de cuatro años y $32 millones para regresar a los New Orleans Saints. En 16 juegos como titular en 2020, registró 91 tacleadas, tres intercepciones y 10 pases defendidos; mientras que en 2021 registró 79 tacleadas, una intercepción y cinco pases defendidos.
El 30 de marzo de 2022, Jenkins anunció su retiro. Es el único jugador que ha estado en un equipo que derrotó tanto a Tom Brady como a Peyton Manning durante un Super Bowl.

## Estadísticas generales
|  | Seleccionado al Pro Bowl |

| Año   | Equipo | Juegos | Juegos | Tacleadas | Tacleadas | Tacleadas | Tacleadas | Intercepciones | Intercepciones | Intercepciones | Intercepciones | Intercepciones | Intercepciones | Balones sueltos | Balones sueltos | Balones sueltos | Balones sueltos |
| Año   | Equipo | GP     | GS     | Comb      | Total     | Ast       | Sck       | PDef           | Int            | Yds            | Avg            | Lng            | TDs            | FF              | FR              | Yds             | TDs             |
| ----- | ------ | ------ | ------ | --------- | --------- | --------- | --------- | -------------- | -------------- | -------------- | -------------- | -------------- | -------------- | --------------- | --------------- | --------------- | --------------- |
| 2009  | NO     | 14     | 6      | 55        | 49        | 6         | 0.0       | 4              | 1              | 14             | 14.0           | 14             | 0              | 2               | 1               | 0               | 0               |
| 2010  | NO     | 15     | 15     | 64        | 54        | 10        | 1.0       | 12             | 2              | 105            | 52.5           | 96             | 1              | 1               | 2               | 0               | 0               |
| 2011  | NO     | 15     | 15     | 78        | 64        | 14        | 1.0       | 9              | --             | --             | --             | --             | --             | 1               | 1               | 30              | 1               |
| 2012  | NO     | 13     | 13     | 94        | 65        | 29        | 0.0       | 6              | 1              | 55             | 55.0           | 55             | 1              | 0               | 1               | 0               | 0               |
| 2013  | NO     | 14     | 14     | 68        | 44        | 24        | 2.5       | 6              | 2              | 35             | 17.5           | 31             | 0              | 2               | 0               | --              | --              |
| 2014  | PHI    | 16     | 16     | 80        | 64        | 16        | 0.0       | 15             | 3              | 67             | 22.3           | 53             | 1              | 1               | 1               | 0               | 0               |
| 2015  | PHI    | 16     | 16     | 109       | 90        | 19        | 0.0       | 10             | 2              | 99             | 44.5           | 99             | 1              | 3               | 1               | 34              | 0               |
| 2016  | PHI    | 16     | 16     | 72        | 47        | 25        | 1.0       | 9              | 3              | 98             | 32.7           | 64             | 2              | 0               | 1               | 0               | 0               |
| 2017  | PHI    | 16     | 16     | 76        | 63        | 13        | 1.0       | 8              | 2              | 0              | 0.0            | 0              | 0              | 1               | 1               | 0               | 0               |
| 2018  | PHI    | 16     | 16     | 97        | 79        | 18        | 1.0       | 8              | 1              | 25             | 25.0           | 25             | 0              | 3               | 1               | 11              | 0               |
| 2019  | PHI    | 16     | 16     | 81        | 63        | 18        | 2.5       | 8              | --             | --             | --             | --             | --             | 4               | 1               | 0               | 0               |
| 2020  | NO     | 16     | 16     | 91        | 69        | 22        | 2.5       | 10             | 3              | 58             | 19.3           | 48             | 0              | 1               | 1               | 0               | 0               |
| 2021  | NO     | 16     | 16     | 79        | 53        | 26        | 1.0       | 5              | 1              | 34             | 34.0           | 34             | 1              | 1               | 0               | --              | --              |
| Total | Total  | 199    | 191    | 1044      | 804       | 240       | 13.5      | 110            | 21             | 590            | 28.1           | 99             | 7              | 20              | 11              | 75              | 1               |

Fuente: Pro-Football-Reference.com

## Vida personal
Jenkins fundó una obra de caridad que llamó The Malcolm Jenkins Foundation.